# Ácido racêmico
Ácido racêmico é um antigo nome para uma forma oticamente inativa ou forma racêmica de ácido tartárico. É uma mistura igual de dois isômeros de imagem espelhada (enantiômeros), opticamente ativo em direções opostas.
Seu sal sódio-amônio é incomum entre as misturas racêmicas, uma vez que durante a cristalização pode separar-se em dois tipos de cristais, cada um composto por um isômero, e cujas formas macroscópicas são imagens espelhadas umas das outras. Assim, Louis Pasteur foi capaz de separar os dois enantiômeros separando os cristais.
Numa reconstituição moderna do experimento de Pasteur, foi estabelecido que a preparação de cristais não era muito reproduzível. Os cristais ficaram deformados, mas eram grandes o suficiente para serem  inspecionados a olho nu (não foi necessário microscópio).